# Un vin presque parfait
Un vin presque parfait est un événement dont le but est de sélectionner des vins par un jury. La sélection organisée par M6 (chaîne de télévision du Groupe Metropole Television) et par Armonia (organisateur du  Concours international des vins à Lyon). À l’issue de la sélection un guide est distribué dans les librairies.

## La notation
Les vins sont notés selon trois critères :
- les qualités organoleptiques : dégustation à l’aveugle du vin (50 % de la note) ;
- le prix (25 % de la note) ;
- la présentation : étiquette, aspect général et attractivité, jugée par un jury de consommateurs (25 % de la note).

## Le Jury
La sélection est présidée par Fabrice Sommier Meilleur ouvrier de France 2007 et Chef Sommelier du restaurant Georges Blanc.
Chaque table de jury est composée de professionnels du vin (œnologues, sommeliers, cavistes, courtiers, producteurs, chefs cuisiniers….) et d’amateurs éclairés. Les professionnels du vin vérifient la conformité. La dégustation se fait à l’aveugle.

## Récompense
Les producteurs sont autorisés à apposer un macaron autocollant sur les bouteilles récompensées.

## Présidents d'honneur
- 2013 :  Yoni Saada  – chef, finaliste  Top Chef 2013.
- 2012 : Dominique Chapatte –  journaliste, producteur, animateur l'émission d'automobiles Turbo.
- 2011 : Grégory Cuilleron – chef à Saint-Foy-lès-Lyon et Chroniqueur TV.

## Lieu
- 2011 :  Palais Brongniart, Paris 2e [1].
- 2012 : Coupole du Printemps Haussmann Paris 9e
- 2013 : Coupole du Printemps Haussmann Paris 9e

## Chiffres clefs
- 2011 : 1228 échantillons dégustés et 408 vins sélectionnés[2].
- 2012 : 1226 échantillons dégustés et 453 vins sélectionnés[3].
- 2013 : 1020 échantillons dégustés et 410 vins sélectionnés[4].

## Le guide Un vin presque parfait
À l'issue de la sélection un livre « Un vin presque parfait » est publié dans les librairies. Il propose les vins classés en 10 régions.
Les vins sont commentés par Fabrice Sommier, Meilleur ouvrier de France Sommellerie.
60 pages dans le livre sont consacrées à des conseils pour acheter, conserver et servir le vin.
Chaque vin est décrit selon les éléments suivants :
- note du vin (1 étoile, 2 étoiles ou 3 étoiles) ;
- commentaires de dégustation ;
- informations sur le domaine (nom, coordonnées) ;
- photo de la bouteille ;
- associations mets & vin ;
- température de service ;
- potentiel de garde ;
- prix de vente au caveau.

## Exemple domaines récompensés
- Saumur - Ackerman Sélection 2012
- Domaine Monternot Sélection 2012
- Les Vignerons de Maury Sélection 2012
- Muscadet Sèvre et Maine - Poiron-Dabin Sélection 2013
- IGP cité de Carcassonne - Domaine Saint Martin Sélection 2013
- Côtes du Rhône et Châteauneuf du Pape– Louis Bernard Sélection 2013
- Côtes de Provence rosé – Domaine Sumeire Sélection 2013